# Колючещетинник
Колючещетинник, или Ценхрус (лат. Cenchrus), — космополитный род травянистых растений семейства Злаки (Poaceae), распространённый преимущественно в субтропиках и тропиках обоих полушарий.

## Ботаническое описание
Однолетние или многолетние травянистые растения, 15—60 см высотой. Стебли от лежачих и укореняющихся в узлах до почти прямостоячих. Листья линейные, плоские или рыхло свёрнутые, 2,5—5 мм шириной. Влагалища до основания расщеплённые. Язычки перепончатые, реснитчатые, 0,2—0,6 мм длиной.
Метёлка колосовидная, 2—8 см длиной; боковые веточки очень короткие, из 1—2 колосков, заключенные в широкояйцевидные или шаровидные обёртки, которые покрыты снаружи шипами, колючими щетинками и волосками; при плодах обёртки опадают вместе с колосками. Колоски 4—6 мм длиной. Колосковые чешуи неравные, продолговато-яйцевидные, кожисто-перепончатые, острые. Нижние цветковые чешуи ланцетовидные, перепончатые, остроконечные. Верхние цветковые чешуи пластинчатые. Цветковые плёнки отсутствуют. Пыльники 0,7—2,3 мм длиной. Зерновки широкообратнояйцевидные, более или менее сплюснутые со спинки, 2—4 мм длиной. Хромосомы мелкие; x=17.

## Виды
Род включает около 25 видов:
- Cenchrus agrimonioides Trin.
- Cenchrus biflorus Roxb.
- Cenchrus brevisetosus (B.K.Simon) B.K.Simon
- Cenchrus brownii Roem. & Schult.
- Cenchrus caliculatus Cav.
- Cenchrus ciliaris L. — Колючещетинник реснитчатый
- Cenchrus distichophyllus Griseb.
- Cenchrus echinatus L.
- Cenchrus elymoides F.Muell.
- Cenchrus gracillimus Nash
- Cenchrus longispinus (Hack.) Fernald — Колючещетинник длинношипый, или Колючещетинник длинноколючковый
- Cenchrus mitis Andersson
- Cenchrus multiflorus J.Presl
- Cenchrus myosuroides Kunth
- Cenchrus palmeri Vasey
- Cenchrus pennisetiformis Steud.
- Cenchrus pilosus Kunth
- Cenchrus platyacanthus Andersson
- Cenchrus prieurii (Kunth) Maire
- Cenchrus robustus R.D.Webster
- Cenchrus setigerus Vahl
- Cenchrus somalensis Clayton
- Cenchrus spinifex Cav.
- Cenchrus tribuloides L.